# Guddampalli, Chintamani
Guddampalli là một làng thuộc tehsil Chintamani, huyện Kolar, bang Karnataka, Ấn Độ.